# Rob Hall
Rob Hall (ur. 14 stycznia 1961 w Christchurch, zm. 11 maja 1996 na Mount Everest) – nowozelandzki himalaista, znany głównie jako przewodnik ekspedycji na Mount Everest w 1996 roku, podczas której zginął wraz z zaprzyjaźnionym przewodnikiem i dwoma klientami. Relacja z wyprawy została umieszczona w książce Wszystko za Everest Jona Krakauera oraz w książce Wspinaczka: Mount Everest i zgubne ambicje Anatolija Bukriejewa. W chwili śmierci Hall był himalaistą, który wspiął się na Mount Everest piąty raz – więcej niż jakikolwiek inny wspinacz niebędący Szerpą.
Hall spotkał swą przyszłą żonę, Jan Arnold, podczas próby zdobycia Everestu w 1990 roku. Zaprosił ją na randkę w drodze na Denali (McKinley); jakiś czas później para pobrała się. W 1993 roku razem zdobywali szczyty. Arnold towarzyszyłaby mężowi podczas ekspedycji w tragicznym sezonie 1996 roku, jednak spodziewała się dziecka. Dwa miesiące po śmierci Halla na Evereście Jan urodziła ich córkę, Sarę.
Rob Hall wziął udział w akcji ratowania polskiego himalaisty i zdobywcy Mount Everestu Andrzeja Marciniaka. 24 maja 1989 r.  Eugeniusz Chrobak i Andrzej Marciniak stanęli na Evereście a następnie zeszli do obozu na Lho La. Tam spotkali się z Mirosławem Dąsalem, Mirosławem Gardzielewskim, Andrzejem Heinrichem i Wacławem Otrębą, którzy ubezpieczali ich wejście. Droga odwrotu wiodła najpierw do góry kuluarem na grań Khumbutse, z którego 27 maja zeszła lawina. Przeżył tylko Marciniak, który z połamanymi żebrami oraz ślepotą śnieżną nie był w stanie sam opuścić śnieżnego pustkowia. W Katmandu przebywał akurat Artur Hajzer. Zorganizował akcję ratowniczą. Swoją pomoc zaoferował Rob Hall i jego partner wspinaczkowy Gary Ball. 31 maja Hajzer, Hall i Ball dotarli do Marciniaka i bezpiecznie sprowadzili z gór.
W roku 1990 Hall i Ball zainicjowali akcję "wielkiego sprzątania Everestu" i doprowadzili do usunięcia pięciu ton śmieci z bazy pod Everestem.

## Wspinaczka wysokogórska

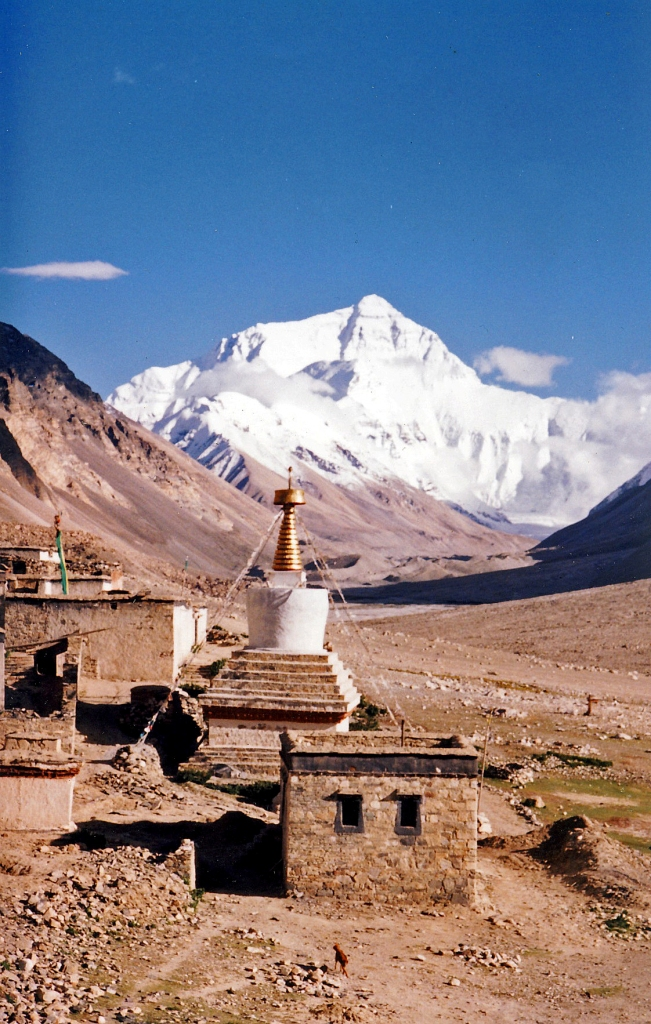
Mount Everest widziany z Rombok Gompa w Tybecie

W 1988 roku Rob Hall spotkał Gary’ego Balla, który w krótkim czasie stał się zarówno jego partnerem we wspinaczce, jak i bliskim przyjacielem. Tak jak i inni himalaiści, Hall i Ball szukali sponsorów dla swoich ekspedycji. Partnerzy postanowili zdobyć siedem szczytów Korony Ziemi, ale żeby podnieść sobie poprzeczkę, postanowili zrobić to w siedem miesięcy. Zaczęli od Mount Everestu w maju, a na ostatni szczyt, Masyw Vinsona na Antarktydzie, wspięli się 12 grudnia 1990 roku, na kilka godzin przed wyznaczonym sobie terminem. Po tym sukcesie zrozumieli, że aby zatrzymać przy sobie sponsorów, ich każda następna ekspedycja powinna być coraz bardziej ryzykowna i spektakularna. Najpewniej zakończyłoby się to tragedią, więc Hall i Ball zdecydowali się zrezygnować z zawodowej wspinaczki na rzecz pilotowania wypraw wysokogórskich.
Ich firma, Adventure Consultants, została zarejestrowana w 1992 roku i szybko wysunęła się na czołową pozycję wśród spółek oferujących pilotaż ekspedycji górskich. W tym samym roku himalaiści doprowadzili na szczyt Everestu 6 klientów. W październiku 1993 roku Gary Ball zmarł w wyniku obrzęku mózgu, zostawiając firmę w rękach samego Halla. Do roku 1996 Rob Hall przewodził jeszcze 39 amatorom wspinaczki na szczyt Mount Everestu mimo tego, że cena próby zdobycia szczytu z przewodnikiem (65 tys. dolarów), ustanowiona przez Adventure Consultants, była znacznie wyższa od tej oferowanej przez podobne ekspedycje. Opinia o Hallu jako niezawodnym i bezpiecznym przewodniku przyciągała klientów z całego świata. Hall w środowisku wspinaczy znany był jako „kozica górska” lub „show”.

## Tragedia na Evereście, 1996 rok
Zasugerowano, aby wydzielić z tego artykułu informacje nt. tragedii na Evereście z 1996 roku do artykułu Tragedia na Evereście.
Wyprawa w 1996 roku składała się z 8 klientów i trzech przewodników (Roba Halla, Mike’a Grooma i Andy’ego Harrisa). Jednym z klientów był między innymi Jon Krakauer, dziennikarz, któremu zlecono reportaż dla czasopisma „Outside”. Hall dobił targu z tym czasopismem – uzyskał miejsce na reklamę w zamian za możliwość zrobienia reportażu o rosnącej popularności komercyjnych ekspedycji na Mount Everest.
Krótko po północy 10 maja 1996 roku, grupa z Adventure Consultants rozpoczęła wyprawę z obozu IV na Przełęczy Południowej. Dołączyli do nich himalaiści z firmy Scotta Fishera „Mountain Madness” oraz ekspedycja sponsorowana przez rządy Tajwanu i Indii.
Szybko natknęli się na utrudnienia powodujące opóźnienia. Doszedłszy do Uskoku Hillary’ego, uczestnicy tej wspinaczki odkryli, że nie zamontowano żadnej poręczówki i w związku z tym musieli czekać godzinę, aż przewodnicy zamontują liny (niemniej jednak Rob Hall „oporęczował dużą część góry w 1996”). Ponieważ około 33 amatorów wspinaczki próbowało zdobyć szczyt tego samego dnia, a Hall i Fisher poprosili ich aby trzymali między sobą odległość 150 metrów, na jednej z poręczówek na Uskoku Hilary’ego zrobił się korek. Wiele z tych osób nie zdążyło dotrzeć na szczyt przed godziną 14.00, czyli ostatnią bezpieczną porą na zejście do obozu IV przed zapadnięciem nocy.
Przewodnik Halla, Ang Dorje, wraz z innymi Szerpami czekał na szczycie na swoich klientów. Około godziny 15.00 rozpoczęli zejście. Ang Dorje natknął się na Douga Hansena nad Uskokiem Hillary’ego i rozkazał mu natychmiastowe zejście. Hansen odmówił. Gdy Hall dotarł na miejsce, wysłał Szerpów na dół, by zajęli się innymi klientami, a sam postanowił zostać przy Hansenie, który potrzebował pomocy, jako że jego zapasowa butla z tlenem była już pusta.
O godzinie 17.00 nad południowo-zachodnią ścianę Everestu nadciągnęła nawałnica, ograniczając widoczność i zacierając szlak do obozu IV. Niedługo potem Hall wezwał przez radio pomoc, informując, że Hansen stracił przytomność, ale ciągle żyje.
11 maja, o godzinie 4:43 nad ranem, Hall nawiązał łączność radiową z bazą i poinformował, że znajduje się na Południowym Szczycie. Hall nie korzystał z zapasowego tlenu, ponieważ jego regulator był zapchany przez lód. Przed 9.00 rano naprawił maskę tlenową, ale zaznaczył, że jego odmrożone dłonie oraz stopy ogromnie utrudniają trawers przy poręczówkach. Późnym popołudniem skontaktował się z bazą z prośbą o połączenie go z żoną, Jan Arnold, przez telefon satelitarny. Podczas ich ostatniej rozmowy zapewnił ją, że czuje się całkiem dobrze i dodał: „Śpij dobrze, kochanie. Nie martw się za bardzo”. Krótko potem Rob Hall zmarł, a jego ciało zostało znalezione 23 maja przez uczestników ekspedycji IMAX. Decyzją żony ciało wspinacza pozostało na wierzchołku południowym Mount Everestu na zawsze.

### Doniesienia mediów
Wkrótce po tragedii Jon Krakauer opublikował artykuł w magazynie „Outside” oraz napisał książkę pod tytułem Wszystko za Everest. W obu spekulował, że za tragiczne wydarzenia odpowiedzialne były oblodzone poręczówki oraz niepodjęcie przez przewodników decyzji o odwrocie o godzinie 14.00.
W 1997 roku powstał film traktujący o tragedii z 1996 roku, zatytułowany Śmierć na Evereście, w którym w postać Roba Halla wcielił się Nathaniel Parker. Nowozelandzki muzyk, Neil Finn, zainspirowany śmiercią Roba Halla, napisał piosenkę pod tytułem „The Climber”. W 2008 roku wyemitowano film dokumentalny Storm Over Everest, nakręcony przez Davida Breashearsa, który zdobył Mount Everest w 1996 roku.
W 2012 roku jeden z odcinków serialu Tuż przed tragedią ("W strefie śmierci") poświęcono tragicznej wyprawie.
W 2015 roku ukazał się film "Everest" w reżyserii Baltasara Kormákura, w którym ponownie ukazano tragiczną wyprawę z 1996 roku. Rolę Roba Halla zagrał Jason Clarke.

## Lista ważniejszych ekspedycji
- 1990 – Korona Ziemi (wersja Bassa: Mount Everest – maj 1990, Denali, Kilimandżaro, Elbrus, Góra Kościuszki, Aconcagua, Vinson – 12 grudnia 1990)
- 1992 – K2 (Scott Fischer, Ed Viesturs oraz Charlie Mace pomogli Hallowi uratować jego partnera, Gary’ego Balla, który cierpiał na obrzęk mózgu)
- 1992 – Mount Everest
- 1993 – Dhaulagiri (są wątpliwości dotyczące tego wejścia. Partner Halla – Gary Ball zmarł na obrzęk mózgu)
- 1993 – Mount Everest wraz z Peterem Rowlandem
- 1994 – Mount Everest
- 1994 – Lhotse
- 1994 – Czo Oju
- 1994 – Makalu
- 1995 – Czo Oju
- 1996 – Mount Everest (śmierć podczas schodzenia ze szczytu)[potrzebny przypis]